# Flatoidessa conspera
Flatoidessa conspera är en insektsart som först beskrevs av Melichar 1923.  Flatoidessa conspera ingår i släktet Flatoidessa och familjen Flatidae. Inga underarter finns listade i Catalogue of Life.